# About Time
About Time és una pel·lícula anglesa de 2013, escrita i dirigida per Richard Curtis. És una comèdia romàntica sobre un jove que posseeix una habilitat per poder viatjar en el temps i intenta millorar el seu passat per tal de ser feliç en el present. Va ser estrenada al Regne Unit el 4 de setembre de 2013 i als Estats Units l'1 de novembre del mateix any. Hi apareixen estrelles com Domhnall Gleeson, Rachel McAdams i Bill Nighy.

## Argument
Tim Lake (Domhnall Gleeson) és un jove que ha crescut en una casa a la platja amb la seva mare (Lindsay Duncan), el seu pare James (Bill Nighy), un antic professor d'universitat que ara s'ha bolcat en la lectura, la seva enèrgica germana Katherine (Lydia Wilson) a la que tothom anomena Kit Kat i el seu oncle Desmond (Richard Cordery).
Als 21 anys en Tim assisteix juntament amb el seu millor amic Jay (Will Merrick) a la festa de la nit de cap d'any que els seus pares organitzen i que acaba resultant insatisfactòria. L'endemà el seu pare li revela un secret que també el seu propi pare va compartir amb ell als 21 anys. Tots els homes de la família tenen l'especial habilitat de viatjar en el temps. Però és clar, hi ha límits, només pot viatjar al passat del que ha viscut ell i tornar al moment present. Tim decideix fer del món un lloc millor començant per tenir èxit en la seva vida amorosa.
Tot comença quan decideix mudar-se a Londres a casa d'un amic de la família anomenat Harry (Tom Hollander) per iniciar una carrera com a advocat. Allà coneix a la Mary (Rachel McAdams), una innocent noia de la que queda enamorat, però després d'un incident viatja en el temps, el que fa que quan torni no s'hagin conegut mai. En Tim provoca repetides trobades amb la Mary per tal que es coneguin i ella s'enamori d'ell, però cap sembla satisfer-lo, entre altres coses perquè quan es coneixen per segon cop ella té parella, fins que al final ho aconsegueix. A partir d'aquell moment en Tim comença a utilitzar el seu poder per a fer que la seva relació amb la Mary sigui perfecta.
Després d'un temps en Tim li proposa matrimoni i ho anuncien a la seva família mentre la Mary diu també que està embarassada. Després del casament i de més viatges en el temps neix la seva primera filla a la que anomenen Posy. La vida d'en Tim segueix passant i ell se sent feliç, fins al dia del primer aniversari de la seva filla al que la seva germana Kit Kat havia d'assistir. En comptes d'ella apareix la seva parella anunciant que ha tingut un accident de cotxe perquè ells dos han tingut una baralla i ella ha begut. En Tim va a visitar a la seva germana a l'hospital i aquesta li revela els problemes amb la seva parella, mentre que ell li explica el seu do i viatgen junts en el temps fins al dia de la festa de cap d'any on ella havia conegut al seu nòvio per evitar conèixer-lo mai. Quan tornen al present en Tim es troba que la seva germana ara està sortint amb el seu amic Jay i que la seva filla Posy és ara un nen. Horroritzat perquè la seva filla no existeixi consulta al seu pare, el que li explica que qualsevol viatge que faci abans del naixement del seu fill afectarà a l'aparença d'aquest. Amb això es veu obligat a desfer el viatge per recuperar la seva filla.
Durant aquest temps i amb el que viu després el Tim s'assabenta que el seu do no el pot salvar dels seu problemes, ni dels que afecten a la seva família o al seu voltant. Descobreix que hi ha límits que viatjar en el temps pot tenir i que per a obtenir el millor de la vida no té per què utilitzar l'habilitat de la seva família.

## Repartiment
- Domhnall Gleeson: Tim
- Bill Nighy: James (pare d'en Tim)
- Lindsay Duncan: mare d'en Tim
- Lydia Wilson: Katherine (Kit Kat)
- Richard Cordery: oncle Desmond
- Will Merrick: Jay
- Rachel McAdams: Mary
- Tom Hollander: Harry
- Margot Robbie: Charlotte (amiga de la Kit Kat)
- Joshua McGuire: Rory (amic d'en Tim)

## Banda sonora
| Núm. | Títol                                        | Intèrpret                                              | Durada |
| ---- | -------------------------------------------- | ------------------------------------------------------ | ------ |
| 1.   | «The Luckiest» (versió About Time)           | Ben Folds                                              | 4:04   |
| 2.   | «How Long Will I Love You»                   | Jon Boden, Sam Sweeney & Ben Coleman                   | 2:46   |
| 3.   | «Mid Air»                                    | Paul Buchanan                                          | 2:28   |
| 4.   | «At the River» (edició ràdio)                | Groove Armada                                          | 3:10   |
| 5.   | «Friday I'm In Love»                         | The Cure                                               | 3:34   |
| 6.   | «Back To Black»                              | Amy Winehouse                                          | 4:00   |
| 7.   | «Gold in them Hills»                         | Ron Sexsmith                                           | 3:31   |
| 8.   | «The About Time Theme»                       | Nick Laird-Clowes                                      | 2:22   |
| 9.   | «Into My Arms»                               | Nick Cave & The Bad Seeds                              | 4:13   |
| 10.  | «Il Mondo»                                   | Jimmy Fontana                                          | 2:42   |
| 11.  | «Golborne Road»                              | Nick Laird-Clowes                                      | 2:16   |
| 12.  | «Push the Button»                            | Sugababes                                              | 3.37   |
| 13.  | «All the Things She Said» (original editada) | T.A.T.u.                                               | 3:35   |
| 14.  | «When I Fall In Love»                        | Barbar Gough, Sagat Guirey, Andy Hamill & Tim Herniman | 3:02   |
| 15.  | «Spiegel im Spiegel»                         | Arvo Pärt                                              | 9:24   |
| 16.  | «How Long Will I Love You»                   | Ellie Goulding                                         | 2:34   |
| 17.  | «Mr. Brightside»                             | The Killers                                            | 4:32   |

## Premis i nominacions
| Any  | Premi                                                   | Categoria                          | Receptors i nominats                   | Resultat   |
| ---- | ------------------------------------------------------- | ---------------------------------- | -------------------------------------- | ---------- |
| 2013 | Utah Film Critics Association Awards                    | Millor actor recurrent             | Bill Nighy                             | Guanyador  |
| 2013 | San Sebastián International Film Festival               | Millor pel·lícula Europea          | Richard Curtis                         | Guanyadora |
| 2013 | New York Film Festival                                  | Millor pel·lícula                  | Richard Curtis                         | Nominada   |
| 2014 | London Critics Circle Film Awards                       | Actriu anglesa de l'any            | Lindsay Duncan                         | Nominada   |
| 2014 | Irish Film and Television Awards                        | Millor actor principal             | Domhnall Gleeson                       | Nominat    |
| 2014 | Golden Trailer Awards                                   | Millor pòster de romanç            | Universal Pictures, Refinery, The      | Guanyador  |
| 2014 | Golden Trailer Awards                                   | Millor lloc de romanç en televisió | Universal Pictures Seismic Productions | Nominat    |
| 2014 | Academy of Science Fiction, Fantasy & Horror Films, EUA | Millor edició                      | Mark Day                               | Nominat    |
| 2014 | Academy of Science Fiction, Fantasy & Horror Films, EUA | Millor actor recurrent             | Bill Nighy                             | Nominat    |
| 2014 | Academy of Science Fiction, Fantasy & Horror Films, EUA | Millor pel·lícula de fantasia      | Equip i actors                         | Nominats   |